# Všelidová strana
Všelidová strana (anglicky catch-all-party či big tent) je koncept politických stran, které reagovaly na socioekonomické a sociokulturní změny, které způsobily oslabení štěpících linií ve společnosti. Dělení společnosti na levici a pravici ochablo, a proto se strany zbavovaly ideologických zátěží. Strany rezignují na přednostní získávání třídně či konfesijně založeného elektorátu (voličstva) a snaží se oslovit co možná nejširší spektrum voličů.

## Politická praxe
Růst střední třídy oslabil třídní napětí, sekularizace oslabila konfesijní spory. Toto rozostření hranic mělo vliv na stabilitu voličské základny. Stavění politiky na ideologiích by mohlo být zničující. Strany opouštěly vyhraněné ideologie ve prospěch témat s potenciálem oslovit velkou část voličů. Občané ztráceli motivaci stát se členem strany. Stranické pokladny plní státní příspěvek za získané hlasy ve volbách. Význam členských příspěvků pro stranickou pokladnu klesá a tím klesá i role jednotlivého člena strany. Stranické vedení nenaslouchá členské základně, ale zájmům různorodých skupin.
Dle Miroslava Nováka byl tvůrcem první české catch-all party Václav Klaus, zakladatel ODS. ODS popisuje jako stranu, která souzněla s celkovou náladou ve společnosti. Společnost se ve velké míře hlásila k pravici, podporovala transformaci a federaci. Stejný autor však snahu o transformaci ODS v catch-all party přičítá Josefu Zielencovi.
Jako „všelidovou stranu“ charakterizoval hnutí ANO 2011 jeho předseda Andrej Babiš na sněmu v roce 2019. Byla to reakce na časté názory, že ANO je ideově vyprázdněné.
Politoložka Vladimíra Dvořáková v reakci na spojení catch-all party samotným hnutím ANO oponovala, že byla tato ideologická profilace převzata nepřesně bez hlubšího pochopení pojmu. Dle Dvořákové byl přechod některých západních stran na catch-all party zmírněním určitých konfliktů a reakcí na pohyb občanské společnosti. Dvořáková zdůrazňuje, že tento přechod neznamenal ideovou vyprázdněnost. Naopak publikace Political Populism (Heinisch, Holtz-Bacha, Mazzoleni 2021) spojila hnutí ANO s catch-all party.
Ve veřejném prostoru se pojem catch-all-party objevil naposledy ve vyjádřeních Ivo Vondráka, místopředsedy ANO.
Mezi evropské všelidové politické strany byly klasifikovány italské Hnutí pěti hvězd, irské Fianna Fáil, francouzské hnutí La République En Marche! prezidenta Emmanuela Macrona, ukrajinský Služebník lidu, ruské Jednotné Rusko či polská Občanská platforma. Jako všelidové bývají někdy popisovány i obě hlavní americké strany (demokratická a republikánská), protože přitahují široké množství voličů naskrz pravolevé spektrum.

## Politologická teorie
Tvůrcem konceptu je německý státní a ústavní teoretik, představitel frankfurtské školy Otto Kirchheimer, který tento termín uvedl v roce 1965 ve své studii Přeměna západoevropského stranického systému. Slovní spojení se používá buď v nepřeložené formě jako catch-all-party nebo se překládá jako všelidová, všeuchopující, lidová nebo univerzální strana.